# 銀腹銀口天竺鲷
銀腹銀口天竺鲷（學名：Jaydia argyrogaster），為輻鰭魚綱鈎頭魚目天竺鯛科銀口天竺鲷屬下的一個種，分布於中西太平洋澳洲北部，從埃克斯茅斯灣到卡奔塔利亞灣海域，深度18至86公尺，本魚體淺灰棕色並帶有許多瞳孔大小的棕色斑點，眼睛後方有數條放射狀的黑色短線紋，背鰭硬棘8枚、背鰭軟條9枚、臀鰭硬棘2枚、臀鰭軟條8枚，體長可達6公分，棲息大陸棚，夜間活動，屬肉食性，繁殖期時，雄魚具有口孵習性，卵約7日化成仔魚，由雄魚吐出，具短暫的仔魚飄浮期，生活習性不明。